# Beaufortia cyrtodonta
Beaufortia cyrtodonta är en myrtenväxtart som först beskrevs av Porphir Kiril Nicolai Stepanowitsch Turczaninow, och fick sitt nu gällande namn av George Bentham. Beaufortia cyrtodonta ingår i släktet Beaufortia och familjen myrtenväxter. Inga underarter finns listade i Catalogue of Life.